# Mar de Tasmania
El mar de Tasmania (en inglés: Tasman Sea) está situado al suroeste del océano Pacífico, entre la Australia continental y la isla de Tasmania al oeste, y la isla Norte e isla Sur de Nueva Zelanda al este. El nombre habitualmente empleado en castellano proviene de una traducción incorrecta: su nombre correcto sería Mar de Tasman (Tasman sea y no Tasmania(n) sea en el original), de la misma manera que la bahía de Tasman (Tasman Bay), en Nueva Zelanda, no se traduce por bahía de Tasmania.
El mar toma su nombre original del explorador neerlandés Abel Tasman, descubridor también de Tasmania (que él llamó Tierra de Van Diemen) y de Nueva Zelanda, en el siglo XVII, y no de la isla de Tasmania, como se deduciría de la traducción que se ha generalizado.
Posteriormente, el explorador británico James Cook exploró extensivamente el mar de Tasmania durante la década de 1770 como parte de su primer viaje de descubrimiento. También la expedición de Alejandro Malaspina surcó sus aguas durante el año 1793, fondeando en Doubtful Sound (isla Sur de Nueva Zelanda) y en Sídney (Australia).
De acuerdo con la Organización Hidrográfica Internacional, se fija convencionalmente el límite entre el mar de Tasmania y el mar del Coral en la continuación de la frontera entre los estados australianos de Queensland y Nueva Gales del Sur.
Existen varios grupos de islas situadas en el mar de Tasmania, lejos de la costa de Australia y Nueva Zelanda:
- isla de Lord Howe y sus islas subsidiarias.
- Pirámide de Ball.
- isla Norfolk, en el extremo norte del mar de Tasmania, justo en el límite con el mar del Coral.

## Historia geológica
El Mar de Tasmania, como la mayor parte de las cuencas oceánicas de la Tierra, se formó como resultado de la tectónica de placas. Los principales acontecimientos geológicos que contribuyeron a la creación del Mar de Tasmania son los siguientes:
El mar de Tasmania formó parte del supercontinente Gondwana, que existió desde hace unos 600 millones de años hasta hace unos 180 millones de años. Durante la desintegración de Gondwana, que duró millones de años, las masas de tierra empezaron a separarse. El extremo oriental de lo que hoy es Australia empezó a separarse del extremo occidental de lo que hoy es Nueva Zelanda.
Las etapas iniciales de la formación del Mar de Tasmania comenzaron durante la Era Mesozoica (hace unos 85 millones de años). A medida que la placa australiana se desplazaba hacia el noreste y el microcontinente de Zealandia (que incluye Nueva Zelanda y Nueva Caledonia) hacia el sureste, se desarrolló entre ellos un centro de extensión del fondo marino. Este proceso condujo a la apertura gradual del mar de Tasmania.
El movimiento de las placas tectónicas continúa hasta nuestros días. La placa australiana sigue moviéndose hacia el noreste, provocando que el Mar de Tasmania se ensanche lentamente a lo largo del tiempo geológico.

## Delimitación de la IHO
La máxima autoridad internacional en materia de delimitación de mares, la Organización Hidrográfica Internacional («International Hydrographic Organization, IHO), considera el mar de Tasmania como un mar. En su publicación de referencia mundial, «Limits of oceans and seas» (Límites de océanos y mares, 3.ª edición de 1953), le asigna el número de identificación 63 y lo define de la forma siguiente:

• En el Oeste.
 Una línea desde isla Gabo (cerca de cabo Howe, 37°30'S) hasta la punta Noreste de la isla East Sister (148°E) y desde allí a lo largo del meridiano  hasta la isla de Flinders, más allá de esta isla una línea que va hacia el oriente desde los bancos Vansittart hasta la isla Barren, y desde cabo Barren (el punto más oriental de la isla de Barren) a punta Eddystone  (41°S) en Tasmania, y desde allí siguiendo la costa oriental al sur de cabo del Este, el punto suroriental de Tasmania.
• En el Norte. 
 El paralelo 30°S desde la costa de Australia hacia el este hasta la línea que une los extremos oriental del coral Elizabeth y South East Rock (31°47'S, 159°18'E) y luego hacia el sur a lo largo de esta línea hasta South East Rock.
• En el Nordeste.
 Desde South East Rock hasta la punta norte de la isla de los Tres Reyes (34°10'S, 172°10'E) y desde allí al cabo Norte en Nueva Zelanda. 
•  En el Oriente, 
 En el estrecho de Cook. Una línea uniendo el extremo sur de la falta de tierra en cabo Palliser (Ngawi) y el faro de cabo Campbell (Te Karaka).
En el estrecho de Foveaux (46°45'S). Una línea que une el faro de punta Waipapapa (168°33'E) con la East Head (47º02'S) de isla Stewart (Rakiura).
• En el Sureste.
 Una línea que va desde el cabo Suroeste de  isla Stewart, a través de las Snares (48ºS, 166°30'E) hasta el cabo Noroeste de la isla de Auckland (50°30'S, 166°10'E), a través de esta isla hasta su extremo sur. 
• En el Sur. 
 Una línea que une el punto meridional de la isla de Auckland (50°55'S, 166°E) hasta el cabo South East, el extremo meridional de Tasmania.
Limits of oceans and seas, pág. 38.

## Corrientes
La Corriente de Australia Oriental que comienza su flujo hacia el sur en los trópicos del Mar del Coral, cerca de la costa oriental de Australia es la característica de circulación más energética en el suroeste del océano Pacífico y es un medio primario de transporte de calor desde los trópicos a las latitudes medias entre Australia y Nueva Zelanda. : 1458  La corriente de Australia Oriental es un retorno de la corriente ecuatorial del Pacífico que fluye hacia el oeste (corriente ecuatorial del sur del Pacífico).  En la confluencia entre los mares de Tasmania y del Coral mientras la corriente de Australia Oriental continúa hacia el sur en el oeste de Tasmania una rama fluye hacia el este llamada Frente de Tasmania hacia el norte de Nueva Zelanda con la mayor parte continuando hacia el este por encima de Nueva Zelanda en el Océano Pacífico Sur.  Resulta que mientras que predominantemente la ubicación de la tensión del viento del oeste es un factor en qué tan al norte se produce la formación del Frente de Tasmania, también lo es la presencia de la masa de tierra de Nueva Zelanda, ya que la parte superior de Nueva Zelanda define el sur más lejano que el Frente de Tasmania puede ser dividido por los vientos del oeste. : 1458  La Corriente de Australia Oriental al sur de Tasmania también se desvía hacia el oeste en el Frente Subtropical que choca con el frente Subantártico en movimiento hacia el oeste de la Corriente Circumpolar Antártica.  La Corriente de Australia Oriental destruye remolinos en su camino hacia el sur que se mueven hacia el suroeste con algunos conocidos como la Fuga de Tasmania llegando tan lejos hacia el oeste como el Océano Índico.: 1458 

## Clima
El sur del mar está atravesado por depresiones que van de oeste a este. El límite septentrional de estos vientos del oeste está cerca del 40°S. Durante el invierno austral, de abril a octubre, la rama septentrional de estos vientos del oeste cambia su dirección hacia el norte y se enfrenta a los alisios. De ahí que el mar reciba con frecuencia vientos del suroeste durante este periodo. En el verano australiano (de noviembre a marzo), la rama meridional de los alisios se levanta contra los vientos del oeste y produce una mayor actividad eólica en la zona.

## Fauna y flora
El mar de Tasmania alberga una gran diversidad de vida marina debido a su posición única entre Australia y Nueva Zelanda. En sus aguas habitan diversas especies de peces (atunes, pargos, pez rey, atún rojo y rabil, delfines, estas especies son importantes para la pesca comercial y recreativa), mamíferos marinos (delfines, focas y ballenas), aves marinas (el mar de Tasmania es un hábitat vital para numerosas especies de aves marinas, como albatros, pardelas, petreles, alcatraces y cormoranes. Las aves marinas suelen utilizar el mar como zona de alimentación y pueden verse en gran número en determinadas zonas), cefalópodos (Las especies de calamares y pulpos son comunes en el mar de Tasmania y sirven de presa a diversos depredadores marinos) y comunidades de arrecifes de coral y esponjas de aguas frías, el gran tiburón blanco, el tiburón tigre y la manta raya, entre otras criaturas. Estos ecosistemas son importantes para la pesca industrial, la vida salvaje y la salud del océano en su conjunto.
Se han identificado 719 especies de animales en el mar de Tasmania.
El lobo marino australiano que habita en el Mar de Tasmania es la cuarta especie de foca más rara del mundo. Es un animal tranquilo y amistoso en el agua. Normalmente acompañan a los buceadores, nadando a los lados de ellos durante minutos y hasta profundidades de 60 m. En tierra son más nerviosos y se espantan cuando alguien se acerca.
Cazada hasta el borde de la extinción en el siglo XX, la recuperación de la población ha sido lenta, y las focas están ahora totalmente protegidas. La foca peletera australiana se encuentra desde la costa de Nueva Gales del Sur hasta Victoria y Australia Meridional, pasando por Tasmania. Es la foca más común en aguas de Tasmania y cría en pequeñas rocas aisladas del estrecho de Bass entre octubre y enero. También acampa en varias zonas rocosas de la costa de Tasmania, sobre todo fuera de la temporada de cría, cuando muchas focas se dispersan desde las colonias de cría.
Los cetáceos que se ven con más frecuencia en el mar de Tasmania son los delfines nariz de botella, mientras que las especies más grandes de ballenas barbadas, las ballenas francas australes y las ballenas jorobadas, pueden verse en miradores de la costa este como en Frederick Henry Bay y Great Oyster Bay. Aunque la mayoría de las especies migran a cierta distancia de la plataforma continental, la ballena jorobada y la ballena franca austral se acercan lo suficiente a la costa como para permitir avistamientos regulares desde tierra.
Las ballenas jorobadas viajan hacia el norte, a las zonas de cría frente a las costas de Queensland y Australia Occidental, entre mayo y julio, y regresan hacia el sur, a sus zonas de alimentación subantárticas, entre septiembre y noviembre.
Las ballenas francas australes viajan hacia el norte de junio a septiembre a las aguas del sur de Australia continental y regresan hacia el sur entre septiembre y finales de octubre.
Un barco de investigación en aguas profundas, el RV Tangaroa, exploró el mar y encontró 500 especies de peces y 1300 especies de invertebrados. Los investigadores también encontraron el diente de un megalodón, un tiburón extinto.

## Pesca comercial
En Tasmania, la pesca comercial es una actividad importante, así como una fuente de alimentos e ingresos para muchas comunidades costeras. La industria pesquera comercial de Tasmania suministra alrededor del 26% del marisco australiano, y el marisco constituye un tercio de los productos agrícolas de Tasmania.
La pesca comercial requiere de licencias especiales del gobierno y cumplir muchas normas. Se trata de normas sobre dónde puede pescar, qué tipos de peces puede capturar, qué tamaño tienen, en qué época del año puede pescarlos y la cantidad total de peces que puede capturar al año. Las normas de pesca tienen por objeto proteger el medio ambiente y garantizar la abundancia de peces para las generaciones futuras.
Los principales puertos pesqueros de Tasmania son Hobart, Margate, St Helens, Devonport y Stanley. Otros puertos pesqueros son Bicheno, Strahan y Dover. En Tasmania, en 2007/2008, el valor bruto de la producción pesquera para la pesca de captura salvaje fue de 156,7 millones de dólares y para la acuicultura fue de casi 319 millones de dólares.
Como hay tantos tipos diferentes de peces, hay muchos tipos diferentes de pesca. Los peces se capturan de distintas maneras y en distintos lugares, según dónde vivan y cómo se comporten. Algunos peces, como los peces planos, viven cerca (o sobre) el fondo del océano; otros, como el salmón australiano, se mueven en bancos en medio de la columna de agua o cerca de la superficie. Algunos peces viven cerca de la costa, en mar abierto o en bahías, y otros viven muy lejos de la costa. Los peces pueden vivir en solitario o en grandes bancos y permanecer en la misma zona o viajar por todo el mundo.
Los pescadores comerciales de langosta de roca utilizan nasas que contienen un cebo oloroso que atrae a la langosta a la nasas. Las langostas se arrastran dentro de la langosta y se quedan atrapadas. Los pescadores de langosta de roca recorren toda la costa de Tasmania para capturar langostas. Estas langostas pueden capturarse cerca de la costa o en el océano más profundo, hasta 20 millas náuticas mar adentro. Aunque son de la misma especie, las langostas de roca capturadas en aguas profundas suelen ser muy pálidas y no del color rojo intenso de las de aguas poco profundas.
El abalón es un tipo de molusco que recogen los buceadores en las rocas cercanas a la costa. Son muy valiosos y muchos de los abalones capturados en Tasmania se exportan a Japón, donde se consideran un manjar.
Algunos buceadores también recolectan erizos de mar, bígaros, berberechos y ostras autóctonas, e incluso algunos tipos de algas que se utilizan para fabricar productos farmacéuticos. Las vieiras se recolectan en zonas arenosas del océano, a veces cerca de la costa y otras más mar adentro. Se remolca una cosechadora metálica por el fondo marino para recoger las vieiras.

## Historia
En 1876 se tendió en el mar de Tasmania el primer cable telegráfico que conectaba Australia y Nueva Zelanda. Moncrieff y Hood fueron los primeros en intentar una travesía transatlántica en avión en 1928. El primer vuelo con éxito sobre el mar fue realizado por Charles Kingsford Smith y Charles Ulm ese mismo año. La primera persona que cruzó el mar en solitario a remo fue Colin Quincey en 1977. La siguiente travesía en solitario fue completada por su hijo, Shaun Quincey, en 2010.